# Savigné-sur-Lathan
Pour les articles homonymes, voir Savigné (homonymie).
Savigné-sur-Lathan est une commune française située dans le département d'Indre-et-Loire en région Centre-Val de Loire.
Ses habitants sont appelés les Savignéens.

## Géographie
| Channay-sur-Lathan | Courcelles-de-Touraine |                |
|                    | Savigné-sur-Lathan     | Cléré-les-Pins |
| Hommes             | Avrillé-les-Ponceaux   |                |

### Situation
La commune est située au nord-ouest du département d'Indre-et-Loire dans la région du Haut-Anjou et de la Touraine angevine.

### Hydrographie

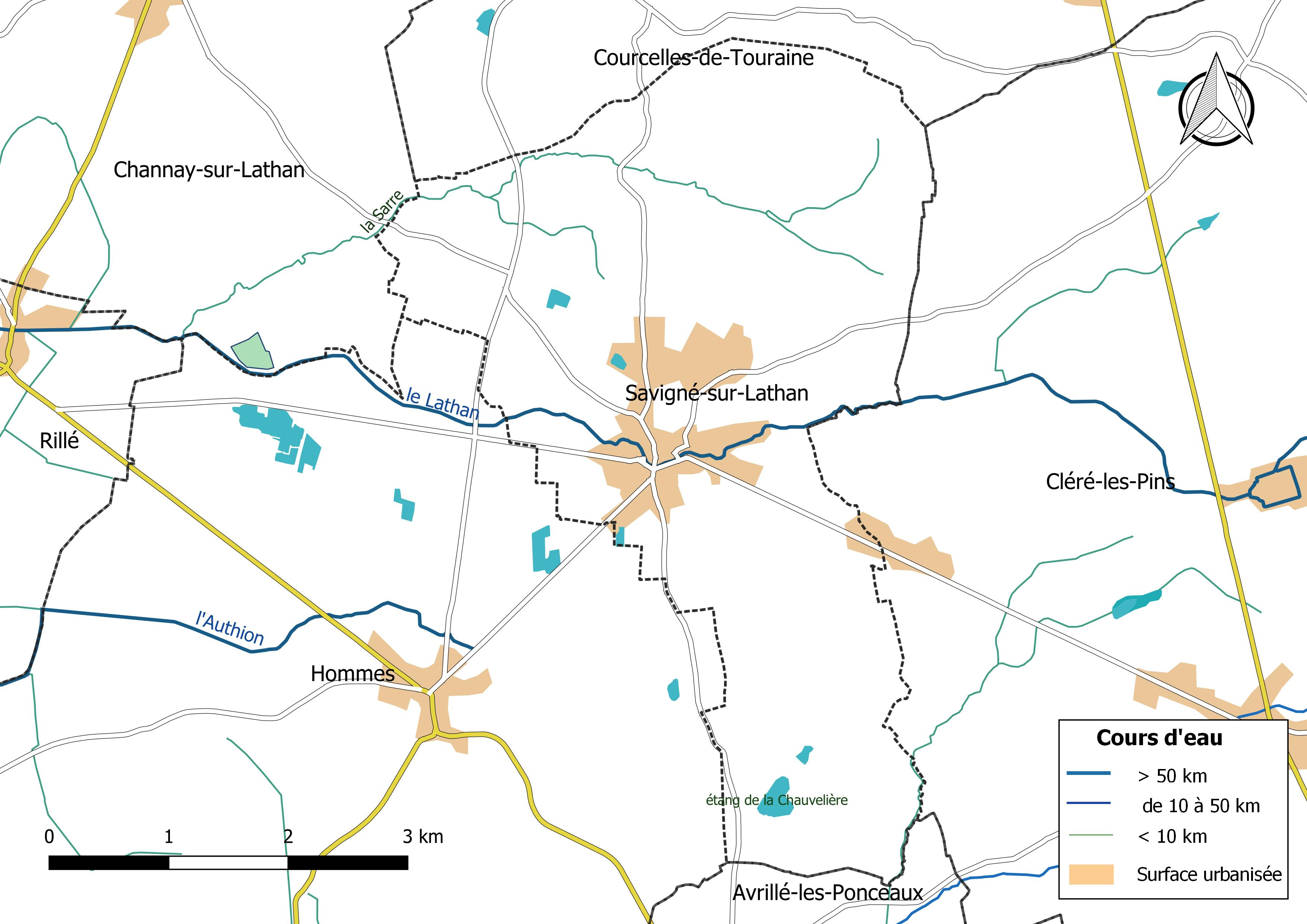
Réseau hydrographique de Savigné-sur-Lathan.

Le réseau hydrographique communal, d'une longueur totale de 12,35 km, comprend un cours d'eau notable, le Lathan (3,712 km), et six petits cours d'eau dont la Sarre (4,555 km),.
Le Lathan, d'une longueur totale de 57,9 km, prend sa source dans la commune d'Ambillou et conflue en rive droite de l'Authion à Beaufort-en-Anjou (Maine-et-Loire), après avoir traversé 16 communes. 
Sur le plan piscicole, le Lathan est classé en deuxième catégorie piscicole. Le groupe biologique dominant est constitué essentiellement de poissons blancs (cyprinidés) et de carnassiers (brochet, sandre et perche).

### Climat
Pour des articles plus généraux, voir Climat du Centre-Val de Loire et Climat d'Indre-et-Loire.
En 2010, le climat de la commune est de type climat océanique altéré, selon une étude du CNRS s'appuyant sur une série de données couvrant la période 1971-2000. En 2020, Météo-France publie une typologie des climats de la France métropolitaine dans laquelle la commune est exposée à un climat océanique et est dans la région climatique  Moyenne vallée de la Loire, caractérisée par une bonne insolation (1 850 h/an) et un été peu pluvieux. 
Pour la période 1971-2000, la température annuelle moyenne est de 11,2 °C, avec une amplitude thermique annuelle de 14,8 °C. Le cumul annuel moyen de précipitations est de 702 mm, avec 11,5 jours de précipitations en janvier et 6,4 jours en juillet. Pour la période 1991-2020, la température moyenne annuelle observée sur la station météorologique de Météo-France la plus proche, sur la commune de Channay-sur-Lathan à 6 km à vol d'oiseau, est de 12,1 °C et le cumul annuel moyen de précipitations est de 708,7 mm,. Pour l'avenir, les paramètres climatiques de la commune estimés pour 2050 selon différents scénarios d'émission de gaz à effet de serre sont consultables sur un site dédié publié par Météo-France en novembre 2022.

## Urbanisme

### Typologie
Au 1er janvier 2024, Savigné-sur-Lathan est catégorisée bourg rural, selon la nouvelle grille communale de densité à sept niveaux définie par l'Insee en 2022.
Elle est située hors unité urbaine. Par ailleurs la commune fait partie de l'aire d'attraction de Tours, dont elle est une commune de la couronne,. Cette aire, qui regroupe 162 communes, est catégorisée dans les aires de 200 000 à moins de 700 000 habitants,.

### Occupation des sols
L'occupation des sols de la commune, telle qu'elle ressort de la base de données européenne d’occupation biophysique des sols Corine Land Cover (CLC), est marquée par l'importance des territoires agricoles (79,9 % en 2018), en diminution par rapport à 1990 (81,1 %). La répartition détaillée en 2018 est la suivante : 
terres arables (35,9 %), prairies (31,5 %), zones agricoles hétérogènes (12,5 %), forêts (11,8 %), zones urbanisées (8,3 %). L'évolution de l’occupation des sols de la commune et de ses infrastructures peut être observée sur les différentes représentations cartographiques du territoire : la carte de Cassini (XVIIIe siècle), la carte d'état-major (1820-1866) et les cartes ou photos aériennes de l'IGN pour la période actuelle (1950 à aujourd'hui).

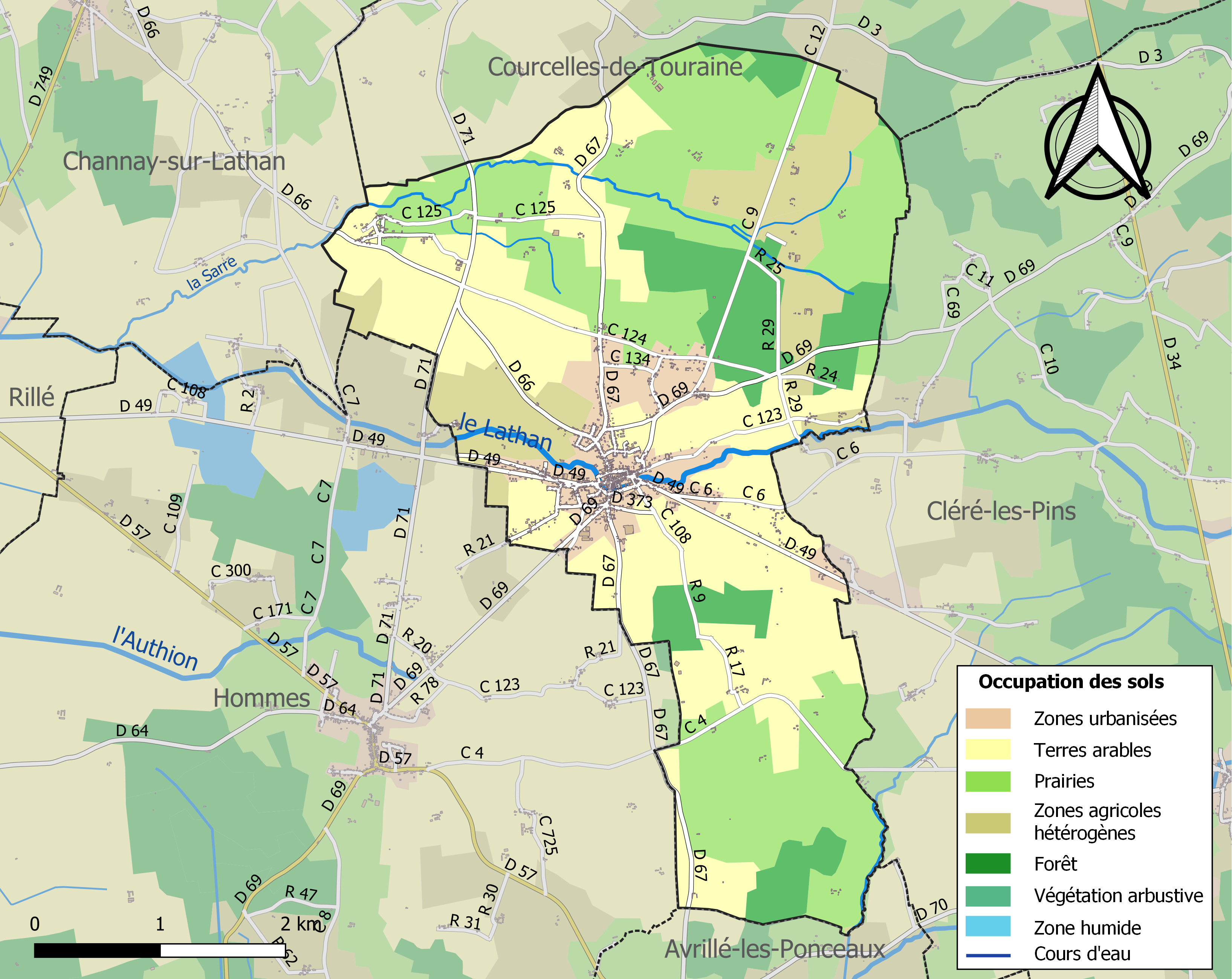
Carte des infrastructures et de l'occupation des sols de la commune en 2018 (CLC).

### Risques majeurs
Le territoire de la commune de Savigné-sur-Lathan est vulnérable à différents aléas naturels : météorologiques (tempête, orage, neige, grand froid, canicule ou sécheresse) et séisme (sismicité faible). Un site publié par le BRGM permet d'évaluer simplement et rapidement les risques d'un bien localisé soit par son adresse soit par le numéro de sa parcelle.

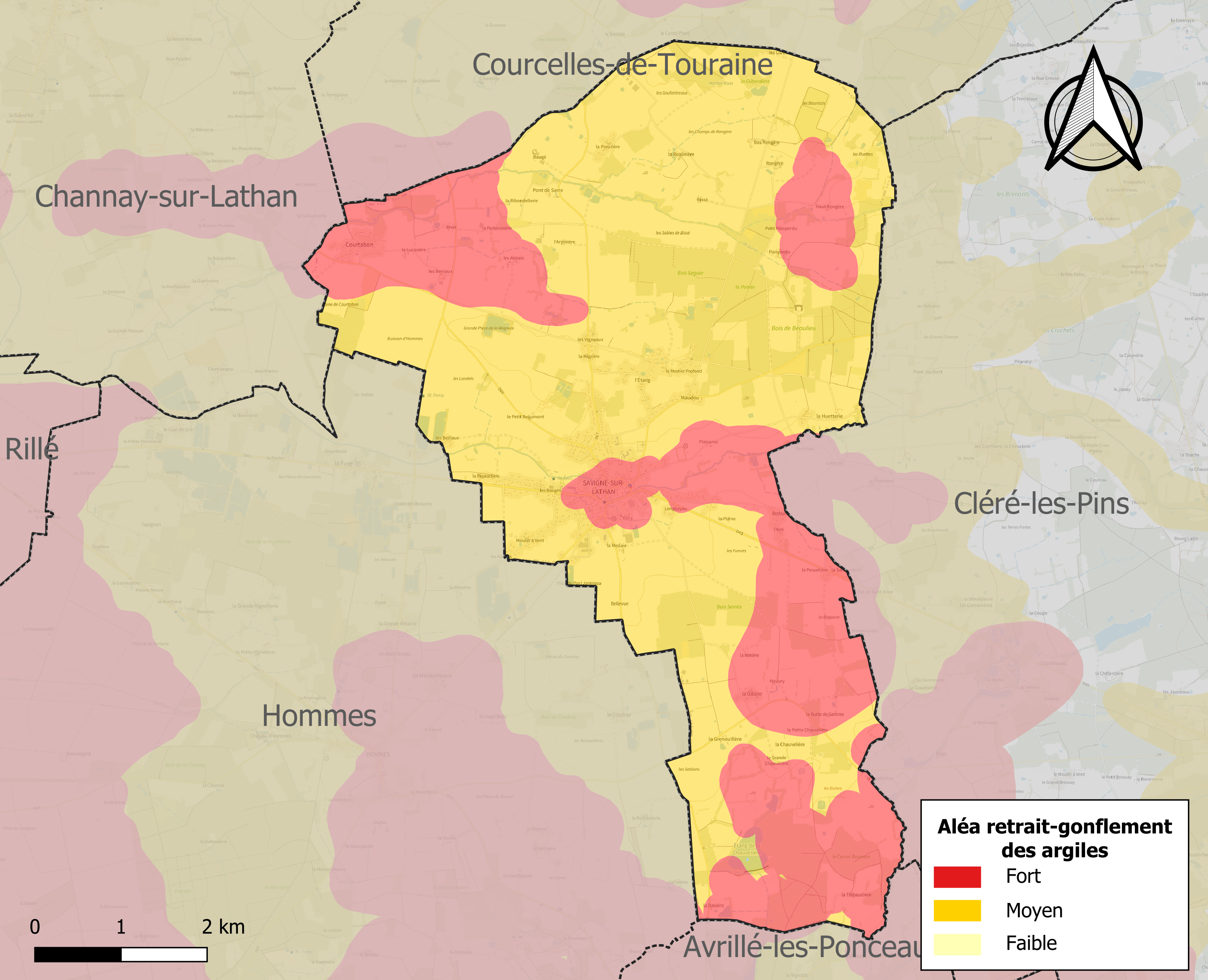
Carte des zones d'aléa retrait-gonflement des sols argileux de Savigné-sur-Lathan.

Le retrait-gonflement des sols argileux est susceptible d'engendrer des dommages importants aux bâtiments en cas d’alternance de périodes de sécheresse et de pluie. La totalité de la commune est en aléa moyen ou fort (90,2 % au niveau départemental et 48,5 % au niveau national). Sur les 644 bâtiments dénombrés sur la commune en 2019, 644 sont en aléa moyen ou fort, soit 100 %, à comparer aux 91 % au niveau départemental et 54 % au niveau national. Une cartographie de l'exposition du territoire national au retrait gonflement des sols argileux est disponible sur le site du BRGM,.
Concernant les mouvements de terrains, la commune a été reconnue en état de catastrophe naturelle au titre des dommages causés par la sécheresse en 1996, 2005 et 2011 et par des mouvements de terrain en 1999.

## Histoire
Savigné devrait son nom à un Gallo-Romain nommé Sabinius, un riche tribun venu construire sa villa sur les bords du Lathan.
Il faut attendre la fin du Moyen Âge pour trouver traces de Savigné dans les archives. Les murailles qui enserrent les 3 ha de Savigné sont construites au XVIe siècle et attribuées à Jacques du Bellay, seigneur de Gizeux.
Sous l'Ancien Régime, Savigné dépendait de Château-la-Vallière et faisait partie intégrante de l'Anjou et plus précisément de la sénéchaussée angevine de Baugé (dépendante de la sénéchaussée principale d'Angers) jusqu'à la Révolution française.

### Héraldique
| Blason de Savigné-sur-Lathan | Les armes de Savigné-sur-Lathan se blasonnent ainsi : De gueules à la tour d'argent, accostée de deux fleurs de lys d'or, au chef aussi d'argent chargé d'une patte de griffon de sinople. |

## Politique et administration

### Liste des maires
| Période      | Période      | Identité        | Étiquette | Qualité   |
| ------------ | ------------ | --------------- | --------- | --------- |
| mars 2001    | mars 2008    | Jacques Gautier | SE        |           |
| mars 2008    | avril 2014   | Paul Le Métayer |           |           |
| avril 2014   | juillet 2020 | Solange Cresson | DVD       | Retraitée |
| juillet 2020 | En cours     | Hugues Brun     | DVD       | Retraitée |

### Tendances politiques et résultats
| Scrutin             | Scrutin             | 1er tour | 1er tour | 1er tour | 1er tour | 1er tour  | 1er tour | 1er tour | 1er tour  | 1er tour | 1er tour | 1er tour | 1er tour | 2d tour | 2d tour | 2d tour | 2d tour | 2d tour | 2d tour |
| Scrutin             | Scrutin             | 1er      | 1er      | %        | 2e       | 2e        | %        | 3e       | 3e        | %        | 4e       | 4e       | %        | 1er     | 1er     | %       | 2e      | 2e      | %       |
| ------------------- | ------------------- | -------- | -------- | -------- | -------- | --------- | -------- | -------- | --------- | -------- | -------- | -------- | -------- | ------- | ------- | ------- | ------- | ------- | ------- |
| Présidentielle 2017 | Présidentielle 2017 |          | FN       | 31,84    |          | LR        | 21,14    |          | EM        | 17,29    |          | LFI      | 13,93    |         | EM      | 51,88   |         | FN      | 48,12   |
| Présidentielle 2022 | Présidentielle 2022 |          | RN       | 34,06    |          | LREM      | 27,51    |          | LFI       | 15,68    |          | REC      | 5,40     |         | RN      | 53,96   |         | LREM    | 46,04   |
| Législatives 2022   | 5e                  |          | RN       | 32,99    |          | MoDem-Ens | 28,22    |          | PCF-Nupes | 14,73    |          | LR       | 10,79    |         | RN      | 50,91   |         | MoDem   | 49,09   |
| Législatives 2024   | 5e                  |          | RN       | 48,01    |          | MoDem-Ens | 21,56    |          | PCF-NFP   | 17,43    |          | LR       | 9,33     |         | RN      | 56,17   |         | MoDem   | 43,83   |

## Population et société

### Évolution démographique
L'évolution du nombre d'habitants est connue à travers les recensements de la population effectués dans la commune depuis 1793. Pour les communes de moins de 10 000 habitants, une enquête de recensement portant sur toute la population est réalisée tous les cinq ans, les populations de référence des années intermédiaires étant quant à elles estimées par interpolation ou extrapolation. Pour la commune, le premier recensement exhaustif entrant dans le cadre du nouveau dispositif a été réalisé en 2006.

En 2022, la commune comptait 1 314 habitants, en évolution de −3,52 % par rapport à 2016 (Indre-et-Loire : +1,67 %, France hors Mayotte : +2,11 %).
| 1793  | 1800  | 1806  | 1821  | 1831  | 1836 | 1841 | 1846 | 1851 |
| ----- | ----- | ----- | ----- | ----- | ---- | ---- | ---- | ---- |
| 1 037 | 1 275 | 1 064 | 1 010 | 1 045 | 959  | 965  | 910  | 952  |

| 1856  | 1861  | 1866  | 1872 | 1876 | 1881 | 1886 | 1891 | 1896 |
| ----- | ----- | ----- | ---- | ---- | ---- | ---- | ---- | ---- |
| 1 005 | 1 035 | 1 043 | 992  | 915  | 912  | 902  | 913  | 871  |

| 1901 | 1906 | 1911 | 1921 | 1926 | 1931 | 1936 | 1946 | 1954 |
| ---- | ---- | ---- | ---- | ---- | ---- | ---- | ---- | ---- |
| 875  | 915  | 923  | 899  | 916  | 903  | 827  | 844  | 874  |

| 1962 | 1968 | 1975 | 1982 | 1990  | 1999  | 2006  | 2011  | 2016  |
| ---- | ---- | ---- | ---- | ----- | ----- | ----- | ----- | ----- |
| 905  | 926  | 894  | 938  | 1 033 | 1 049 | 1 262 | 1 366 | 1 362 |

| 2021  | 2022  | - | - | - | - | - | - | - |
| ----- | ----- | - | - | - | - | - | - | - |
| 1 321 | 1 314 | - | - | - | - | - | - | - |

### Enseignement
Savigné-sur-Lathan se situe dans l'Académie d'Orléans-Tours (Zone B) et dans la circonscription de Saint-Cyr-sur-Loire.
L'école primaire et le collège Bernard de Fontenelle accueillent les élèves de la commune.

## Lieux et monuments
- Village fortifié du Moyen Âge avec ses douves, ses portes et le Lathan qui l'entoure, Savigné-sur-Lathan était une ville close de l'Anjou.
- Il est au cœur du bassin savignéen et de la région du falun avec ses dents de requin, coquillages ou autres ossements divers;
- Musée des faluns dans le centre du village;
- La Petite France : musée des trains et des transports miniatures;
- Le Savipark : skate park avec 2 rampes, un transfert et un module pour slider;

## Personnalités liées à la commune
Jacques du Bellay, de la famille du poète Joachim du Bellay, seigneur de Gizeux, qui fortifia Savigné-sur-Lathan.